# Eleição presidencial na Carolina do Sul em 2008
A eleição presidencial de 2008 no estado norte-americano da Carolina do Sul ocorreu em 4 de novembro de 2008, assim como em todos os 50 estados e o Distrito de Colúmbia. Os eleitores escolheram seis representantes, além do presidente e vice-presidente, e um senador.
Na Carolina do Sul, o candidato vitorioso foi o republicano John McCain que recebeu 8,97% de votos a mais que o segundo colocado no estado, Barack Obama, do Partido Democrata.

## Primária democrata
No estado, o senador de Illinois Barack Obama venceu a primária realizada em 26 de janeiro de 2008. Obama teve 295.214 votos, 55,44%, a também senadora Hilary Clinton de Nova Iorque teve 141.217 votos, 26,52% e John Edwards teve 93.576 votos, 17,57%.
Obama ganhou 25 delegados, contra 12 de Hilary, e Edwards teve 8 delegados, após a retirada da candidatura de Edwards, Obama passou a ganhar 33 delegados do estado contra 12 de Hilary.

## Primária republicana
Na Carolina do Sul, a primária foi mais acirrada, disputada voto a voto entre John McCain e Mike Huckabee, McCain teve 147.733 votos, 33,15%, Huckabee teve 132.990 votos, cerca de 29,84%. McCain ganhou 18 delegados, contra 6 delegados de Huckabee.